# Знак «Отличник РККА»
Знак «Отличник РККА» — нагрудный знак, учреждённый 14 ноября 1939 года постановлением СНК СССР № 1889.

## История
Знаком награждали красноармейцев Рабоче-крестьянской Красной армии за отличную боевую и политическую подготовку, отличное несение службы и примерную дисциплину. Награждение знаком производилось приказом Наркома обороны СССР после окончания периодов учёбы, а также к годовщине Рабоче-крестьянской Красной армии — 23 февраля, к годовщине Великой Октябрьской Социалистической Революции — 7 ноября, и к Дню международной солидарности трудящихся — 1 мая. Особо отличившиеся воины представлялись к награждению знаком немедленно. Нагрудный знак вручался перед строем части (подразделения), награждённый получал выписку из соответствующего приказа Народного Комиссара Обороны СССР. Факт награждения заносился в личное дело военнослужащего. Знак представляет собой золотистый овал, обрамленный в верхней части дубовыми и лавровыми листьями и в нижней — колосьями. В центре овала на фоне Спасской башни Московского Кремля изображен боец с винтовкой наперевес. Под ним — полукруглая лента, покрытая красной эмалью, с надписью «Отличник РККА».
Первые двести знаков были вручены в мае 1940 года отличникам боевой и политической подготовки дивизии им. Ф. Э. Дзержинского.